# ۱۲۸۶ (قمری)
۱۲۸۶ (قمری)، هزار و دویست و هشتاد و ششمین سال در گاهشماری هجری قمری است. اول محرم این سال برابر با سیزدهم آوریل سال ۱۸۶۹ میلادی است.

## وابسته
- اسماعیل مرزبان